# Clary Mastenbroek
Clara Francesca (Clary) Mastenbroek (Hilversum, 10 maart 1947). is een Nederlandse beeldend kunstenaar, die vanaf 1968 gerekend werd tot de Mokum-realisten en later tot de Noordelijke realisten. Zij maakte deel uit van de Fuji Art Association in Groningen.

## Leven en werk
Mastenbroek volgde haar opleiding aan de Rietveld Academie in Amsterdam, waar zij in 1967 afstudeerde. Ze was werkzaam als graficus, tekenaar, illustrator en schilder. In het jaar van haar afstuderen trouwde zij met de beeldend kunstenaar Wout Muller. Van 1981 tot 1985 was zij werkzaam als docent aan de Academie voor Beeldende kunst Minerva in Groningen. In 1984 was zij — samen met Wout Muller, Matthijs Röling en Ger Siks — medeoprichter van de Fuji Art Association, die gedurende tien jaar een belangrijke plaats binnen de Groningse figuratieve kunst wist in te nemen.
Vanaf 1995 tot 2007 werkte ze met tussenpozen aan het Naturaliënkabinet in het Nijsinghhuis, behorend bij museum De Buitenplaats te Eelde. Tweeluiken, kleine en grote kamerschermen vormen een belangrijk deel van haar oeuvre. Binnen haar magisch-realistische werk worden symbolen en visioenen vaak verweven met mythologische motieven. Het centrale thema in haar werk "de vrouw versus vergankelijkheid".
Sinds 2000 nam ze regelmatig deel aan tentoonstellingen bij Museum Møhlmann en in Museum De Buitenplaats. In 2012 werd een overzicht van haar werk geëxposeerd in Museum Van Lien. In Ierland exposeerde ze in Dublin Art Fairs, Waterford Museum en de Dyehouse gallery.
Mastenbroek kocht in 1992 samen met Wout Muller de verwaarloosde Fairbrook Woollen Mill in het Ierse Kilmeaden. Rond de inmiddels gerestaureerde Fairbrookgebouwen legde ze naar eigen ontwerp een inmiddels veel bezochte tuin aan. In 2003 werd het Fairbrookmuseum geopend, waarin, de Fairbrook collectie — werk van haar in 2000 overleden echtgenoot Wout Muller, haar dochter Tamara Muller en van haarzelf — gedurende de zomer tentoongesteld wordt. In 2005 vond in Museum De Buitenplaats in Eelde de tentoonstelling plaats: "Een schildersfamilie: Wout Muller, Clary Mastenbroek & Tamara Muller".